# Cosimo de Torres
Cosimo de Torres (né en 1584 à Rome, alors capitale des États pontificaux et mort le 1er mai 1642 dans la même ville) est un cardinal italien du XVIIe siècle. 
Sa famille est d'origine malaguène. Cosimo de Torres est le neveu des cardinaux Girolamo Mattei (1586) et Ludovico de Torres, iuniore (1606).

## Biographie
Cosimo de Torres étudie à l'université de Pérouse et est référendaire au tribunal suprême de la Signature apostolique. En 1621, il est nommé archevêque titulaire d'Andrinople (de) et nonce apostolique en Pologne.
Le pape Grégoire XV le nomme cardinal lors du consistoire du 5 septembre 1622. 
Le cardinal de Torres est préfet de la Congrégation du Concile de Trente entre 1623 et 1626 ainsi qu'abbé de S. Maria di Perno, de S. Giovanni di Tremisto et de S. Nicola di Mamola. 
En 1624, il est transféré au diocèse de Pérouse et en 1634 à l'archidiocèse de Monreale, comme Ludovico II de Torres et son oncle Ludovico III de Torres. Il est camerlingue du Sacré Collège en 1634-1635.
Le cardinal de Torres participe au conclave de 1623, lors duquel Urbain VIII est élu pape.

## Succession apostolique
Cosimo de Torres a ordonné les évêques suivants :
- Évêque Tommaso Carafa (en) (1623)
- Évêque Gennaro Filomarino (en), C.R. (1623)
- Cardinal Pier Luigi Carafa (1624)
- Évêque Giovanni Battista Indelli (1624)
- Évêque Antimo degli Atti (1624)
- Évêque Francesco Traina (en) (1627)
- Évêque Jan Baikowski (pl) (1627)
- Évêque Paul d’Aldringen (1627)
- Évêque Mikołaj Gabriel Fredro (pl), O.F.M. (1627)
- Cardinal Francesco Maria Brancaccio (1627)
- Évêque Annibale Mascambruno (1627)
- Évêque Luis Jiménez (en), O. de M. (1627)
- Évêque Giacomo Marenco (1627)
- Évêque Gaspar Salgado Gayoso (it) (1628)
- Évêque Zachariasz Nowoszycki (en) (1634)